# الائتلاف للاصلاحات والديمقراطية
الائتلاف للإصلاحات والديمقراطية كان ائتلافًا من عدة أحزاب سياسية، بني حول ثلاثية رايلا أودينجا، كالونزو موسيوكا وموسيس ويتانجولا، لخوض الانتخابات العامة الكينية لعام 2013. أعضاء التحالف هم الحركة الديمقراطية البرتقالية، حركة ممسحة الديمقراطية، منتدى استعادة الديمقراطية - كينيا، المؤتمر الاجتماعي الكيني، الاتحاد الديمقراطي الكيني الأفريقي - أسيلي، حزب الشعوب الديمقراطي، حركة التضامن الكينية، الحزب الوطني، حزب الاتحاد، الحركة الديمقراطية المتحدة (كينيا)، حزب المواطنين، الحزب الفيدرالي الكيني  بعد الانتخابات المتنازع عليها بشدة والتي شهدت فوز تحالف اليوبيل، قدم كورد التماسًا يطعن فيه في النتائج. رفضت المحكمة العليا التماس كورد وأعلنت كينياتا الرئيس المنتخب.
كان الائتلاف هو حزب المعارضة الرسمي في كينيا لانتخابات 2013. كان لديه دعم واسع في كينيا مع ما يقرب من 50 ٪ من الناخبين في كينيا.
تم حل الائتلاف بعد الدورة الحالية للبرلمان التي سبقت انتخابات 2017 كجزء من إنشاء التحالف الوطني الممتاز.